# 101st Airborne Division
101st Airborne Division – også kaldt Screaming Eagles – er en luftbåren enhed i den amerikanske hær, hvis primære opgave er at foretage angreb fra luften. Oprindelig var det en luftbårendivision, men i dag er enheden en såkaldt helikopterbåren luftlandedivision.
Enhedens hovedkvarter er beliggende i Fort Campbell, Kentucky, og blev oprettet i 1942 under general William C. Lee. Under 2. verdenskrig var enheden aktiv i Europa. Blandt andet var de en del af De Allieredes invasion af Sicilien.
Enheden har været involveret i den overvejende del af de konflikter efter 2. verdenskrig, hvori den amerikanske hær har deltaget i – herunder f.eks. Vietnamkrigen, Golfkrigen og krigen mod terrorisme.